# Ca l'Agustinet
Ca l'Agustinet és un edifici de Guissona (Segarra) inclosa a l'Inventari del Patrimoni Arquitectònic de Catalunya.

## Descripció
És una construcció de tres pisos que fa cantonada entre el carrer Raval Bisbal i el carrer Ametlles. A la planta baixa, té una porta rectangular amb els angles superiors arrodonits i una segona obertura amb una petita porta de fusta, damunt la qual s'obra una finestra moderna. A la primera planta hi ha dos balcons de forja i dues portes balconeres rectangulars amb una motllura de pedra. El segon pis repeteix l'esquema de l'anterior i per damunt d'aquest, separat per una cornisa, hi ha dues petites obertures de la golfa. La part superior de l'edifici presenta un cos de pedra amb una estructura coronada per un frontó, dins del qual apareix un medalló amb la data "1929". La façana que dona al carrer Ametlles no presenta elements destacables, només finestres rectangulars modernes sense cap mena de decoració.